# Liste des ducs d'Aiguillon
Le duché-pairie d'Aiguillon est constitué en 1599 à partir des baronnies d'Aiguillon, de Montpezat, de Sainte-Livrade, de Madaillan et d'Almayrac, appartenances et dépendances 
Le noyau de ces possessions vient de Françoise de Montpezat, femme d'Alain de Foix-Candale (fils de Gaston II de Foix-Candale) et mère de Jeanne-Françoise de Foix-Candale. Cette dernière épouse en 1540 Honorat II de Savoie et enfante Henriette de Savoie-Villars, femme de Charles de Lorraine-Guise-Mayenne et mère du duc Henri ci-après.

## Première création (1599)
- 1599-1621 : Henri de Lorraine (1578-1621), baron puis duc d'Aiguillon, duc de Mayenne, marquis de Villars, comte du Maine, de Tende et de Sommerive, pair de France, grand chambellan de France, chevalier de l'ordre du Saint-Esprit en 1619.
- 1621-1631 : Charles III de Mayenne (1609-1631), de la maison de Gonzague-Nevers, duc de Mayenne et d'Aiguillon, marquis de Villars, comte du Maine, de Tende et de Sommerive, neveu du précédent.
- 1631-1632 : Ferdinand de Mayenne (1610-1632), duc de Mayenne et d'Aiguillon, marquis de Villars, comte du Maine, de Tende et de Sommerive, frère du précédent, sans descendance directe.

## Duché de Puylaurens (1632)
En 1632, Richelieu saisit le duché-pairie, bien que les lettres de création aient prévu qu'il devait se transmettre aux héritiers d'Henri de Lorraine. Deux ans plus tard, la pairie est recréée sur la seule baronnie d'Aiguillon au profit d'un favori de Gaston d'Orléans, Antoine de l'Age. L'érection est faite sous le nom de duché de Puylaurens. 
- 1634-1635 : Antoine de l'Age (1602-1635), duc de Puylaurens et pair de France, époux de Marguerite-Philippe du Cambout, dite mademoiselle de Pontchâteau.

En 1635, Antoine de l'Age tombe en disgrâce et meurt. Le duché est dissous à sa mort.

## Deuxième création (1638)
En 1638, Richelieu recrée le duché-pairie dans la forme qu'il avait sous Henri de Lorraine et l'attribue à sa nièce. Cette création prévoit que le duché pourra se transmettre parmi les héritiers tant mâles que femelles de la duchesse, à son libre choix. 
- 1638-1675 : Marie-Madeleine de Vignerot du Plessis (1604-1675 ; sans postérité), 1re duchesse d'Aiguillon, nièce de Richelieu, fille de René de Vignerot, seigneur de Pontcourlay et de Glenay, et de Françoise du Plessis, sœur du cardinal. En 1674, elle règle l'ordre de succession à ses biens et donne la première place à sa nièce Marie-Madeleine-Thérèse de Vignerot du Plessis (1636-1704), fille de son frère François de Vignerot (1609-1646), marquis de Pontcourlay, et en deuxième place, son petit-neveu Louis-Armand, marquis de Richelieu (1654-1730), suivi de tous ses descendants mâles. En 1675, Marie-Madeleine de Vignerot du Plessis meurt et le duché passe comme convenu à sa nièce.

- 1675-1704 : Marie-Madeleine-Thérèse de Vignerot du Plessis (1636-1704), demoiselle d'Agenois, 2e duchesse d'Aiguillon, baronne de Saujon et pair de France, nièce de la précédente (fille de François de Vignerot du Plessis, marquis de Pontcourlay, le frère de la première duchesse Marie-Madeleine). Elle meurt sans enfants en 1704.

En 1704, la terre d'Aiguillon passa bien à Louis-Armand de Vignerot du Plessis (1654-1730), marquis de Richelieu, neveu de la précédente (fils de Jean-Baptiste-Amador de Vignerot du Plessis de Richelieu [1632-1662], qui était lui-même le neveu de la première duchesse Marie-Madeleine, le fils cadet de François de Vignerot [1609-1646], marquis de Pontcourlay, et le frère de la deuxième duchesse d'Aiguillon, Marie-Madeleine-Thérèse de Vignerot du Plessis [1636-1704]), mais celui-ci ne parvint pas à faire reconnaître sa pairie en raison de l'opposition d'une partie des autres pairs, puis de la minorité de Louis XV et enfin d'une attaque qui le laissa incapable de gérer ses affaires. Il ne porta donc jamais le titre de duc d'Aiguillon.

## Rétablissement (1731)

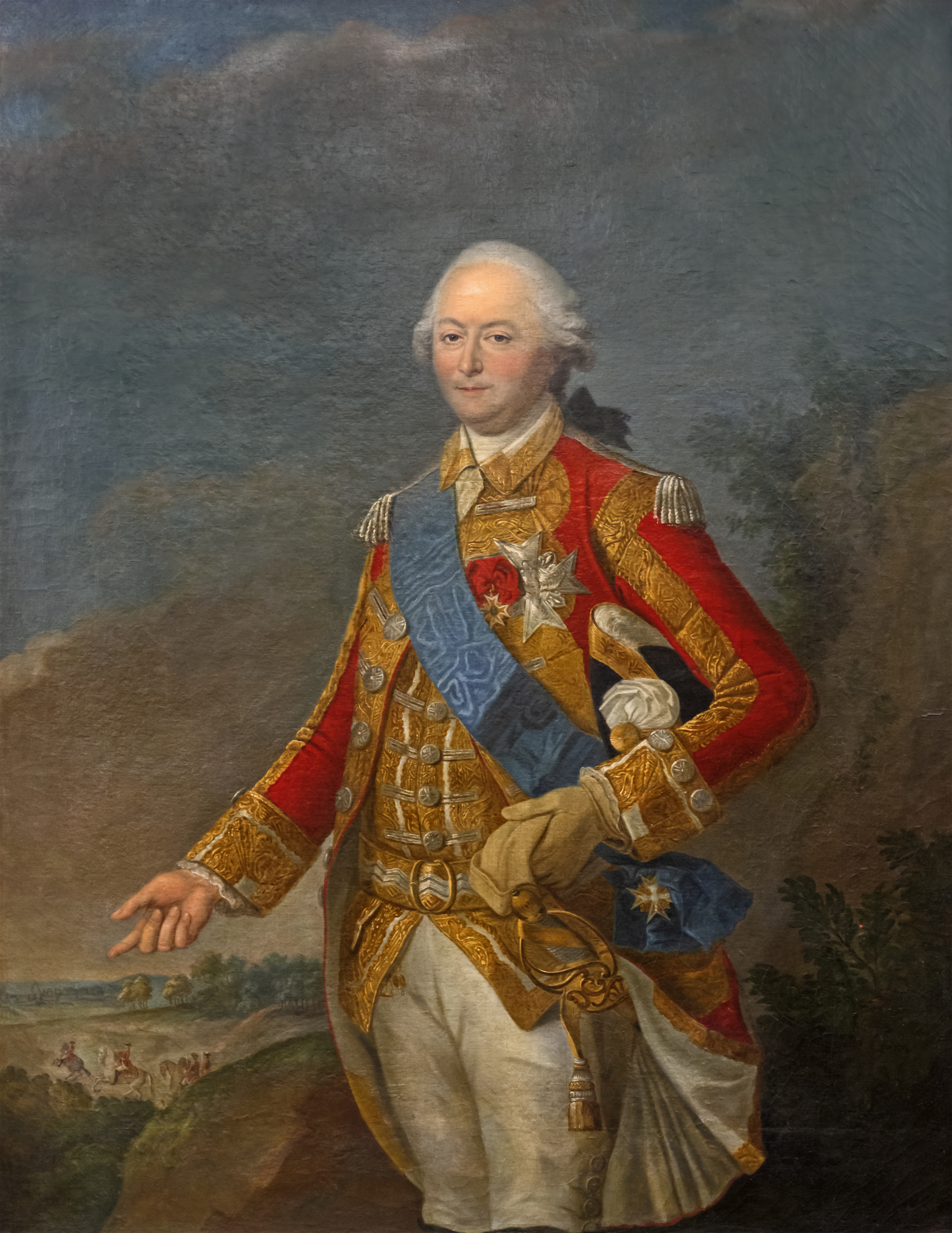
Emmanuel-Armand de Vignerot du Plessis, duc d'Aiguillon, dernier secrétaire d'État aux Affaires Étrangères (1771-1774) et à la Guerre (1774) de Louis XV.

En 1730, à la mort du marquis de Richelieu, son fils Armand Louis de Vignerot du Plessis recueille la terre d'Aiguillon et demande la reconnaissance de sa pairie. Un arrêt du parlement de Paris du 10 mai 1731 la lui accorde malgré l'opposition renouvelée des ducs et pairs. Il est néanmoins décidé qu'il aurait préséance (le rang parmi les Pairs, classés selon la date d'érection de leur pairie) comme si cette restitution était une nouvelle création. 
- 1731-1750 : Armand Louis de Vignerot du Plessis (1683-1750), duc d'Aiguillon et comte d'Agenois, pair de France, fils de Louis-Armand, marquis de Richelieu.
- 1750-1788 : Emmanuel Armand de Vignerot du Plessis (1720-1788), duc d'Aiguillon, comte puis duc d'Agenois, comte de Condomois, prince de Porcien, par sa femme comte de Saint-Florentin, pair de France, lieutenant général, secrétaire d'État aux Affaires étrangères (1771-1774), gouverneur d'Alsace, puis de Bretagne (1753-1768), fils du précédent
- 1788-1800 : Armand Désiré de Vignerot du Plessis (1761-1800), duc d'Aiguillon, pair de France, comte d'Agenois et de Condomois, lieutenant général de Bretagne, fils du précédent.

Ce dernier meurt sans fils en 1800. La lignée agnatique de Louis-Armand de Vignerot du Plessis est épuisée et le titre s'éteint.

## Filiation
Arbre généalogique réalisé à partir du site roglo.eu :
| | | | | | |  |  |                                                                              |                                                                            |                                                                            |                                                                            |                                                                            |                                                                            |  |  |                                                                                       |                                                                                       |                                                                                       |                                                                                       |                                                                                       |                                                                                       |  |  |  |  |  |  |  |  |
| | | | | | |  |  |                                                                              |                                                                            |                                                                            |                                                                            |                                                                            |                                                                            |  |  |                                                                                       |                                                                                       |                                                                                       |                                                                                       |                                                                                       |                                                                                       |  |  |  |  |  |  |  |  |
| René de Vignerot Seigneur de Pontcourlay 1561–1625                                                 | René de Vignerot Seigneur de Pontcourlay 1561–1625                                                 | René de Vignerot Seigneur de Pontcourlay 1561–1625                                                 | René de Vignerot Seigneur de Pontcourlay 1561–1625                                                 | René de Vignerot Seigneur de Pontcourlay 1561–1625                                                 | René de Vignerot Seigneur de Pontcourlay 1561–1625                                                 |  |  | Françoise du Plessis 1577–1615                                               | Françoise du Plessis 1577–1615                                             | Françoise du Plessis 1577–1615                                             | Françoise du Plessis 1577–1615                                             | Françoise du Plessis 1577–1615                                             | Françoise du Plessis 1577–1615                                             |  |  | Armand Jean du Plessis de Richelieu Cardinal Duc de Richelieu et de Fronsac 1585-1642 | Armand Jean du Plessis de Richelieu Cardinal Duc de Richelieu et de Fronsac 1585-1642 | Armand Jean du Plessis de Richelieu Cardinal Duc de Richelieu et de Fronsac 1585-1642 | Armand Jean du Plessis de Richelieu Cardinal Duc de Richelieu et de Fronsac 1585-1642 | Armand Jean du Plessis de Richelieu Cardinal Duc de Richelieu et de Fronsac 1585-1642 | Armand Jean du Plessis de Richelieu Cardinal Duc de Richelieu et de Fronsac 1585-1642 |  |  |  |  |  |  |  |  |
| René de Vignerot Seigneur de Pontcourlay 1561–1625                                                 | René de Vignerot Seigneur de Pontcourlay 1561–1625                                                 | René de Vignerot Seigneur de Pontcourlay 1561–1625                                                 | René de Vignerot Seigneur de Pontcourlay 1561–1625                                                 | René de Vignerot Seigneur de Pontcourlay 1561–1625                                                 | René de Vignerot Seigneur de Pontcourlay 1561–1625                                                 |  |  | Françoise du Plessis 1577–1615                                               | Françoise du Plessis 1577–1615                                             | Françoise du Plessis 1577–1615                                             | Françoise du Plessis 1577–1615                                             | Françoise du Plessis 1577–1615                                             | Françoise du Plessis 1577–1615                                             |  |  | Armand Jean du Plessis de Richelieu Cardinal Duc de Richelieu et de Fronsac 1585-1642 | Armand Jean du Plessis de Richelieu Cardinal Duc de Richelieu et de Fronsac 1585-1642 | Armand Jean du Plessis de Richelieu Cardinal Duc de Richelieu et de Fronsac 1585-1642 | Armand Jean du Plessis de Richelieu Cardinal Duc de Richelieu et de Fronsac 1585-1642 | Armand Jean du Plessis de Richelieu Cardinal Duc de Richelieu et de Fronsac 1585-1642 | Armand Jean du Plessis de Richelieu Cardinal Duc de Richelieu et de Fronsac 1585-1642 |  |  |  |  |  |  |  |  |
| | | | | | |  |  |                                                                              |                                                                            |                                                                            |                                                                            |                                                                            |                                                                            |  |  |                                                                                       |                                                                                       |                                                                                       |                                                                                       |                                                                                       |                                                                                       |  |  |  |  |  |  |  |  |
| | | | | | |  |  |                                                                              |                                                                            |                                                                            |                                                                            |                                                                            |                                                                            |  |  |                                                                                       |                                                                                       |                                                                                       |                                                                                       |                                                                                       |                                                                                       |  |  |  |  |  |  |  |  |
| François de Vignerot Marquis de Pontcourlay 1603–1646                                              | François de Vignerot Marquis de Pontcourlay 1603–1646                                              | François de Vignerot Marquis de Pontcourlay 1603–1646                                              | François de Vignerot Marquis de Pontcourlay 1603–1646                                              | François de Vignerot Marquis de Pontcourlay 1603–1646                                              | François de Vignerot Marquis de Pontcourlay 1603–1646                                              |  |  | Marie-Madeleine de Vignerot du Plessis 1re duchesse d'Aiguillon 1604–1675    | Marie-Madeleine de Vignerot du Plessis 1re duchesse d'Aiguillon 1604–1675  | Marie-Madeleine de Vignerot du Plessis 1re duchesse d'Aiguillon 1604–1675  | Marie-Madeleine de Vignerot du Plessis 1re duchesse d'Aiguillon 1604–1675  | Marie-Madeleine de Vignerot du Plessis 1re duchesse d'Aiguillon 1604–1675  | Marie-Madeleine de Vignerot du Plessis 1re duchesse d'Aiguillon 1604–1675  |  |  |                                                                                       |                                                                                       |                                                                                       |                                                                                       |                                                                                       |                                                                                       |  |  |  |  |  |  |  |  |
| François de Vignerot Marquis de Pontcourlay 1603–1646                                              | François de Vignerot Marquis de Pontcourlay 1603–1646                                              | François de Vignerot Marquis de Pontcourlay 1603–1646                                              | François de Vignerot Marquis de Pontcourlay 1603–1646                                              | François de Vignerot Marquis de Pontcourlay 1603–1646                                              | François de Vignerot Marquis de Pontcourlay 1603–1646                                              |  |  | Marie-Madeleine de Vignerot du Plessis 1re duchesse d'Aiguillon 1604–1675    | Marie-Madeleine de Vignerot du Plessis 1re duchesse d'Aiguillon 1604–1675  | Marie-Madeleine de Vignerot du Plessis 1re duchesse d'Aiguillon 1604–1675  | Marie-Madeleine de Vignerot du Plessis 1re duchesse d'Aiguillon 1604–1675  | Marie-Madeleine de Vignerot du Plessis 1re duchesse d'Aiguillon 1604–1675  | Marie-Madeleine de Vignerot du Plessis 1re duchesse d'Aiguillon 1604–1675  |  |  |                                                                                       |                                                                                       |                                                                                       |                                                                                       |                                                                                       |                                                                                       |  |  |  |  |  |  |  |  |
| | | | | | |  |  |                                                                              |                                                                            |                                                                            |                                                                            |                                                                            |                                                                            |  |  |                                                                                       |                                                                                       |                                                                                       |                                                                                       |                                                                                       |                                                                                       |  |  |  |  |  |  |  |  |
| Armand-Jean de Vignerot du Plessis Marquis de Pontcourlay Duc de Richelieu et de Fronsac 1629–1715 | Armand-Jean de Vignerot du Plessis Marquis de Pontcourlay Duc de Richelieu et de Fronsac 1629–1715 | Armand-Jean de Vignerot du Plessis Marquis de Pontcourlay Duc de Richelieu et de Fronsac 1629–1715 | Armand-Jean de Vignerot du Plessis Marquis de Pontcourlay Duc de Richelieu et de Fronsac 1629–1715 | Armand-Jean de Vignerot du Plessis Marquis de Pontcourlay Duc de Richelieu et de Fronsac 1629–1715 | Armand-Jean de Vignerot du Plessis Marquis de Pontcourlay Duc de Richelieu et de Fronsac 1629–1715 |  |  | Jean-Baptiste Amador de Vignerot du Plessis Marquis de Richelieu 1632–1662   | Jean-Baptiste Amador de Vignerot du Plessis Marquis de Richelieu 1632–1662 | Jean-Baptiste Amador de Vignerot du Plessis Marquis de Richelieu 1632–1662 | Jean-Baptiste Amador de Vignerot du Plessis Marquis de Richelieu 1632–1662 | Jean-Baptiste Amador de Vignerot du Plessis Marquis de Richelieu 1632–1662 | Jean-Baptiste Amador de Vignerot du Plessis Marquis de Richelieu 1632–1662 |  |  | Marie-Thérèse Vignerot du Plessis 2e duchesse d'Aiguillon 1636–1705                   | Marie-Thérèse Vignerot du Plessis 2e duchesse d'Aiguillon 1636–1705                   | Marie-Thérèse Vignerot du Plessis 2e duchesse d'Aiguillon 1636–1705                   | Marie-Thérèse Vignerot du Plessis 2e duchesse d'Aiguillon 1636–1705                   | Marie-Thérèse Vignerot du Plessis 2e duchesse d'Aiguillon 1636–1705                   | Marie-Thérèse Vignerot du Plessis 2e duchesse d'Aiguillon 1636–1705                   |  |  |  |  |  |  |  |  |
| Armand-Jean de Vignerot du Plessis Marquis de Pontcourlay Duc de Richelieu et de Fronsac 1629–1715 | Armand-Jean de Vignerot du Plessis Marquis de Pontcourlay Duc de Richelieu et de Fronsac 1629–1715 | Armand-Jean de Vignerot du Plessis Marquis de Pontcourlay Duc de Richelieu et de Fronsac 1629–1715 | Armand-Jean de Vignerot du Plessis Marquis de Pontcourlay Duc de Richelieu et de Fronsac 1629–1715 | Armand-Jean de Vignerot du Plessis Marquis de Pontcourlay Duc de Richelieu et de Fronsac 1629–1715 | Armand-Jean de Vignerot du Plessis Marquis de Pontcourlay Duc de Richelieu et de Fronsac 1629–1715 |  |  | Jean-Baptiste Amador de Vignerot du Plessis Marquis de Richelieu 1632–1662   | Jean-Baptiste Amador de Vignerot du Plessis Marquis de Richelieu 1632–1662 | Jean-Baptiste Amador de Vignerot du Plessis Marquis de Richelieu 1632–1662 | Jean-Baptiste Amador de Vignerot du Plessis Marquis de Richelieu 1632–1662 | Jean-Baptiste Amador de Vignerot du Plessis Marquis de Richelieu 1632–1662 | Jean-Baptiste Amador de Vignerot du Plessis Marquis de Richelieu 1632–1662 |  |  | Marie-Thérèse Vignerot du Plessis 2e duchesse d'Aiguillon 1636–1705                   | Marie-Thérèse Vignerot du Plessis 2e duchesse d'Aiguillon 1636–1705                   | Marie-Thérèse Vignerot du Plessis 2e duchesse d'Aiguillon 1636–1705                   | Marie-Thérèse Vignerot du Plessis 2e duchesse d'Aiguillon 1636–1705                   | Marie-Thérèse Vignerot du Plessis 2e duchesse d'Aiguillon 1636–1705                   | Marie-Thérèse Vignerot du Plessis 2e duchesse d'Aiguillon 1636–1705                   |  |  |  |  |  |  |  |  |
| | | | | | |  |  | Louis-Armand de Vignerot du Plessis Marquis de Richelieu 1654–1730           |                                                                            |                                                                            |                                                                            |                                                                            |                                                                            |  |  |                                                                                       |                                                                                       |                                                                                       |                                                                                       |                                                                                       |                                                                                       |  |  |  |  |  |  |  |  |
| | | | | | |  |  |                                                                              |                                                                            |                                                                            |                                                                            |                                                                            |                                                                            |  |  |                                                                                       |                                                                                       |                                                                                       |                                                                                       |                                                                                       |                                                                                       |  |  |  |  |  |  |  |  |
| | | | | | |  |  | Armand-Louis de Vignerot du Plessis 3e duc d'Aiguillon (1731) 1683–1750      |                                                                            |                                                                            |                                                                            |                                                                            |                                                                            |  |  |                                                                                       |                                                                                       |                                                                                       |                                                                                       |                                                                                       |                                                                                       |  |  |  |  |  |  |  |  |
| | | | | | |  |  |                                                                              |                                                                            |                                                                            |                                                                            |                                                                            |                                                                            |  |  |                                                                                       |                                                                                       |                                                                                       |                                                                                       |                                                                                       |                                                                                       |  |  |  |  |  |  |  |  |
| | | | | | |  |  | Emmanuel-Armand de Vignerot du Plessis 4e duc d'Aiguillon 1720–1788          |                                                                            |                                                                            |                                                                            |                                                                            |                                                                            |  |  |                                                                                       |                                                                                       |                                                                                       |                                                                                       |                                                                                       |                                                                                       |  |  |  |  |  |  |  |  |
| | | | | | |  |  |                                                                              |                                                                            |                                                                            |                                                                            |                                                                            |                                                                            |  |  |                                                                                       |                                                                                       |                                                                                       |                                                                                       |                                                                                       |                                                                                       |  |  |  |  |  |  |  |  |
| | | | | | |  |  | Armand-Désiré de Vignerot du Plessis 5e et dernier duc d'Aiguillon 1761–1800 |                                                                            |                                                                            |                                                                            |                                                                            |                                                                            |  |  |                                                                                       |                                                                                       |                                                                                       |                                                                                       |                                                                                       |                                                                                       |  |  |  |  |  |  |  |  |